# Cordelia von Wedderkop
Cordelia (Cordélie) Maria Charlotta von Wedderkop (Wedderkopff), född 5 februari 1774 i Stockholm, död 25 april 1841 i Stockholm, var en svensk målare och tecknare.

## Biografi
von Wedderkop var dotter till konferensrådet Fredrik Christian von Boije och Charlotta Augusta Brockdorff och gift första gången 1790 med kaptenen Magnus von Wedderkop men äktenskapet upplöstes genom skilsmässa och hon gifte om sig 1812 med professorn Pehr Gustaf Cederschjöld. Hon var mor till Julia Carolina Adolfina Adèle Cordelia von Wedderkop, Carl Axel Eugene von Wederkop och Fredrik August Cederschjöld. Hon medverkade 1806–1809 i Konstakademiens utställningar i Stockholm med arbeten i crayonteckning och gouachemålning. Verken som visades upp var en kopia av Raphael Mengs Den Heliga Familjen samt landskapsskildringar från Italien, Pyrenéerna, Rhônedalen och England. 